# Forest-Montiers
Forest-Montiers – miejscowość i gmina we Francji, w regionie Hauts-de-France, w departamencie Somma.
Według danych na rok 2011 gminę zamieszkiwało 426 osób, a gęstość zaludnienia wynosiła 42 osoby/km² (wśród 2293 gmin Pikardii Forest-Montiers plasuje się na 664. miejscu pod względem liczby ludności, natomiast pod względem powierzchni na miejscu 441.).